# Епалам
Епалам (фр. Espalem) насеље је и општина у централној Француској у региону Оверња, у департману Горња Лоара која припада префектури Бријуд.
По подацима из 2011. године у општини је живело 298 становника, а густина насељености је износила 20,38 становника/km². Општина се простире на површини од 14,62 km². Налази се на средњој надморској висини од 634 метара (максималној 739 m, а минималној 580 m).

## Демографија
| 1962. | 1968. | 1975. | 1982. | 1990. | 1999. | 2011. |
| ----- | ----- | ----- | ----- | ----- | ----- | ----- |
| 224   | 244   | 226   | 213   | 212   | 228   | 298   |

График промене броја становника у току последњих година